# Liste der Generale und Admirale der Bundeswehr
Die Generale und Admirale der Bundeswehr bilden die Spitze ihrer Dienstgradgruppe und damit auch die der Generalität und Admiralität.
Es existieren in der Hierarchie der Bundeswehr verschiedene Posten, die regelmäßig mit einem General oder Admiral besetzt werden. In der Bundeswehr selbst ist das der Generalinspekteur der Bundeswehr und in den integrierten Strukturen der NATO der Chef des Stabes des alliierten Hauptquartiers Europa (SHAPE). Außerdem besetzt Deutschland seit 2016 jeweils im Wechsel mit Italien die Dienstposten des Oberbefehlshabers Allied Joint Force Command Brunssum und des Stellvertretenden Oberbefehlshabers des Allied Command Transformation in Norfolk.
Frühere Dienstposten, die regelmäßig mit deutschen Viersterne-Generalen und Admiralen besetzt wurden, waren der Befehlshaber Allied Land Forces Central Europe (COMLANDCENT) bis 1966, der Befehlshaber Allied Forces Central Europe/Regional Command Allied Forces North Europe (CINCENT/CINC RC NORTH) (1966–2004) und der Stellvertreter des Oberbefehlshabers Supreme Headquarters Allied Powers Europe (DSACEUR), letztmals 1993.
Außerdem hat Deutschland mehrmals den Vorsitzenden des NATO-Militärausschusses gestellt, der jeweils aus dem Kreis der ranghöchsten nationalen Soldaten gewählt wird.

Dienstgradabzeichen (Dienstanzug)
General Heer
General Luftwaffe
Admiral

| Nr. | Name                              | Teilstreitkraft | Datum der Ernennung | Außer Dienst  | Verwendungen im Dienstgrad |
| --- | --------------------------------- | --------------- | ------------------- | ------------- | --- |
| 01  | Adolf Heusinger                   | Heer            | 14. Juni 1957       | 31. März 1964 | 1. Generalinspekteur der Bundeswehr, Vorsitzender des NATO-Militärausschusses                                                           |
| 02  | Hans Speidel                      | Heer            | 14. Juni 1957       | 31. März 1964 | Oberbefehlshaber Allied Land Forces Central Europe (LANDCENT)                                                                           |
| 03  | Josef Kammhuber                   | Luftwaffe       | 1. März 1961        | 30. Sep. 1962 | Inspekteur der Luftwaffe |
| 04  | Friedrich Foertsch                | Heer            | 1. Apr. 1961        | 31. Dez. 1963 | 2. Generalinspekteur der Bundeswehr |
| 05  | Johann Adolf Graf von Kielmansegg | Heer            | 1. Sep. 1963        | 31. März 1968 | Oberbefehlshaber Allied Land Forces Central Europe (LANDCENT), Oberbefehlshaber Allied Forces Central Europe (NATO)                     |
| 06  | Heinz Trettner                    | Heer            | 1. Jan. 1964        | 24. Aug. 1966 | 3. Generalinspekteur der Bundeswehr |
| 07  | Ulrich de Maizière                | Heer            | 25. Aug. 1966       | 31. März 1972 | 4. Generalinspekteur der Bundeswehr |
| 08  | Jürgen Bennecke                   | Heer            | 1. Apr. 1968        | 30. Sep. 1973 | Oberbefehlshaber Allied Forces Central Europe (NATO)                                                                                    |
| 09  | Johannes Steinhoff                | Luftwaffe       | 1. Jan. 1971        | 31. März 1974 | Vorsitzender des NATO-Militärausschusses                                                                                                |
| 10  | Armin Zimmermann                  | Marine          | 1. Apr. 1972        | 30. Nov. 1976 | 5. Generalinspekteur der Bundeswehr |
| 11  | Ernst Ferber                      | Heer            | 1. Okt. 1973        | 30. Sep. 1975 | Oberbefehlshaber Allied Forces Central Europe (NATO)                                                                                    |
| 12  | Karl Schnell                      | Heer            | 1. Okt. 1975        | 31. Dez. 1976 | Oberbefehlshaber Allied Forces Central Europe (NATO), nach seiner Zeit als General Staatssekretär im Bundesministerium der Verteidigung |
| 13  | Harald Wust                       | Luftwaffe       | 21. Dez. 1976       | 11. Dez. 1978 | 6. Generalinspekteur der Bundeswehr |
| 14  | Franz-Joseph Schulze              | Heer            | 1. Jan. 1977        | 30. Sep. 1979 | Oberbefehlshaber Allied Forces Central Europe (NATO)                                                                                    |
| 15  | Gerd Schmückle                    | Heer            | 1. Jan. 1978        | 31. März 1980 | stellvertretender Supreme Allied Commander Europe                                                                                       |
| 16  | Jürgen Brandt                     | Heer            | 12. Dez. 1978       | 31. März 1983 | 7. Generalinspekteur der Bundeswehr |
| 17  | Ferdinand von Senger und Etterlin | Heer            | 1. Okt. 1979        | 30. Sep. 1983 | Oberbefehlshaber Allied Forces Central Europe (NATO)                                                                                    |
| 18  | Günter Luther                     | Marine          | 1. Apr. 1980        | 31. März 1982 | stellvertretender Supreme Allied Commander Europe (NATO)                                                                                |
| 19  | Günter Kießling                   | Heer            | 1. Apr. 1982        | 31. März 1984 | stellvertretender Supreme Allied Commander Europe (NATO)                                                                                |
| 20  | Wolfgang Altenburg                | Heer            | 1. Apr. 1983        | 30. Sep. 1989 | 8. Generalinspekteur der Bundeswehr, Vorsitzender des NATO-Militärausschusses                                                           |
| 21  | Leopold Chalupa                   | Heer            | 1. Okt. 1983        | 30. Sep. 1987 | Oberbefehlshaber Allied Forces Central Europe (NATO)                                                                                    |
| 22  | Hans-Joachim Mack                 | Heer            | 1. Apr. 1984        | 30. Sep. 1987 | stellvertretender Supreme Allied Commander Europe (NATO)                                                                                |
| 23  | Dieter Wellershoff                | Marine          | 1. Okt. 1986        | 30. Sep. 1991 | 9. Generalinspekteur der Bundeswehr |
| 24  | Eberhard Eimler                   | Luftwaffe       | 1. Okt. 1987        | 30. Sep. 1990 | stellvertretender Supreme Allied Commander Europe (NATO)                                                                                |
| 25  | Hans-Henning von Sandrart         | Heer            | 1. Okt. 1987        | 30. Sep. 1991 | Oberbefehlshaber Allied Forces Central Europe (NATO)                                                                                    |
| 26  | Dieter Clauß                      | Heer            | 1. Okt. 1990        | 30. Juni 1993 | stellvertretender Supreme Allied Commander Europe (NATO)                                                                                |
| 27  | Klaus Naumann                     | Heer            | 1. Okt. 1991        | 31. Mai 1999  | 10. Generalinspekteur der Bundeswehr, Vorsitzender des NATO-Militärausschusses                                                          |
| 28  | Henning von Ondarza               | Heer            | 1. Okt. 1991        | 31. März 1994 | Oberbefehlshaber Allied Forces Central Europe (NATO)                                                                                    |
| 29  | Peter Heinrich Carstens           | Heer            | 1. Juli 1993        | 31. März 1998 | Chef des Stabes SHAPE (NATO) |
| 30  | Helge Hansen                      | Heer            | 1. Apr. 1994        | 31. März 1996 | Oberbefehlshaber Allied Forces Central Europe (NATO)                                                                                    |
| 31  | Hartmut Bagger                    | Heer            | 8. Feb. 1996        | 31. März 1999 | 11. Generalinspekteur der Bundeswehr |
| 32  | Dieter Stöckmann                  | Heer            | 1. Apr. 1996        | 30. Sep. 2002 | Oberbefehlshaber Allied Forces Central Europe, Chef des Stabes SHAPE, stellvertretender Supreme Allied Commander Europe (NATO)          |
| 33  | Joachim Spiering                  | Heer            | 1. Apr. 1998        | 31. März 2001 | Oberbefehlshaber Allied Forces Central Europe, Oberbefehlshaber Allied Forces Northern Europe (CINCNORTH)                               |
| 34  | Klaus Reinhardt                   | Heer            | 28. Apr. 1998       | 31. März 2001 | Oberbefehlshaber Allied Land Forces Central Europe (LANDCENT)                                                                           |
| 35  | Hans-Peter von Kirchbach          | Heer            | 1. Apr. 1999        | 30. Juni 2000 | 12. Generalinspekteur der Bundeswehr |
| 36  | Harald Kujat                      | Luftwaffe       | 1. Juli 2000        | 30. Juni 2005 | 13. Generalinspekteur der Bundeswehr, Vorsitzender des NATO-Militärausschusses                                                          |
| 37  | Wolfgang Schneiderhan             | Heer            | 1. Juli 2002        | 3. Dez. 2009  | 14. Generalinspekteur der Bundeswehr |
| 38  | Rainer Feist                      | Marine          | 18. Sep. 2002       | 30. Sep. 2004 | stellvertretender Supreme Allied Commander Europe (NATO)                                                                                |
| 39  | Gerhard Back                      | Luftwaffe       | Jan. 2004           | 31. Jan. 2007 | Oberbefehlshaber Allied Forces Northern Europe / Allied Joint Force Command Brunssum (NATO)                                             |
| 40  | Rainer Schuwirth                  | Heer            | 22. Sep. 2004       | 30. Sep. 2007 | Chef des Stabes SHAPE (NATO) |
| 41  | Egon Ramms                        | Heer            | 26. Jan. 2007       | 30. Sep. 2010 | Oberbefehlshaber Allied Joint Force Command Brunssum                                                                                    |
| 42  | Karl-Heinz Lather                 | Heer            | 13. Sep. 2007       | 30. Sep. 2010 | Chef des Stabes SHAPE (NATO) |
| 43  | Volker Wieker                     | Heer            | 19. Jan. 2010       | 30. Apr. 2018 | 15. Generalinspekteur der Bundeswehr |
| 44  | Manfred Lange                     | Luftwaffe       | 23. Sep. 2010       | 31. Dez. 2012 | Chef des Stabes SHAPE (NATO) |
| 45  | Wolf-Dieter Langheld              | Heer            | 29. Sep. 2010       | 31. Dez. 2012 | Oberbefehlshaber Allied Joint Force Command Brunssum                                                                                    |
| 46  | Werner Freers                     | Heer            | 10. Dez. 2012       | 31. Juli 2017 | Chef des Stabes SHAPE (NATO) |
| 47  | Hans-Lothar Domröse               | Heer            | 14. Dez. 2012       | 31. März 2016 | Oberbefehlshaber Allied Joint Force Command Brunssum                                                                                    |
| 48  | Manfred Nielson                   | Marine          | 24. März 2016       | 30. Sep. 2019 | Stellvertretender Oberbefehlshaber Allied Command Transformation, Norfolk                                                               |
| 49  | Markus Kneip                      | Heer            | 12. Juli 2017       | 30. Sep. 2020 | Chef des Stabes SHAPE (NATO) |
| 50  | Eberhard Zorn                     | Heer            | 19. Apr. 2018       | 16. März 2023 | 16. Generalinspekteur der Bundeswehr |
| 51  | Erhard Bühler                     | Heer            | 31. Mai 2019        | 31. Mai 2020  | Oberbefehlshaber Allied Joint Force Command Brunssum                                                                                    |
| 52  | Jörg Vollmer                      | Heer            | 22. Apr. 2020       | 30. Juni 2022 | Oberbefehlshaber Allied Joint Force Command Brunssum                                                                                    |
| 53  | Joachim Rühle                     | Marine          | 30. Sep. 2020       | 30. Sep. 2024 | Chef des Stabes SHAPE (NATO) |
| 54  | Christian Badia                   | Luftwaffe       | 7. Juli 2022        | 11. Juli 2025 | Stellvertretender Oberbefehlshaber Allied Command Transformation, Norfolk                                                               |
| 55  | Carsten Breuer                    | Heer            | 17. März 2023       | aktiv         | 17. Generalinspekteur der Bundeswehr |
| 56  | Markus Laubenthal                 | Heer            | 24. Sep. 2024       | aktiv         | Chef des Stabes SHAPE (NATO) |
| 57  | Ingo Gerhartz                     | Luftwaffe       | 11. Juni 2025       | aktiv         | Befehlshaber Allied Joint Force Command Brunssum                                                                                        |